# کرم خاکی
کرم‌های خاکی یا کرمشک جانورانی دارای بدنی نرم هستند. بدن آن‌ها به بندهایی تقسیم شده‌است. آن‌ها استخوان ندارند و معمولاً دراز هستند. کرم‌ها از گوناگونی زیادی برخوردارند. آن‌ها در زمین می‌خزند. کرم‌های خاکی در هر جایی یافت می‌شوند و طول آن‌ها معمولاً بیشتر از ۳ سانتی‌متر است. آن‌ها بیشتر به رنگ صورتی قهوه‌ای یا صورتی تیره هستند. هرچند که کرم خاکی فاقد استخوان یا غضروف است اما دارای اسکلت آب ایستایی است. کرم خاکی از معدود بی‌مهرگان دارای دستگاه گردش خون بسته‌است که دارای قلب لوله‌ای در سطح پشتی است. تنفس کرم خاکی از طریق پوست است و شبکهٔ گستردهٔ مویرگی زیر پوست در نزدیکی سطح تنفس دارد. کرم خاکی از شاخهٔ کرم‌های حلقوی با بدن بندبند است که مواد زائد هر بند توسط یک سامانهٔ متانفریدی از طریق منفذی بیرونی در بند قبلی با مثانه‌ای در انتهای نفریدی دفع می‌شود.
این کرم ها هرمافرودیت (نرماده هستند ) وبا لقاح دوطرفی تولید مثل میکنند

## آناتومی

### فرم و عملکرد
- سر کرم خاکی

بسته به گونه، یک کرم خاکی بالغ می‌تواند از 10 میلی‌متر (0.39 اینچ) طول و 1 میلی‌متر (0.039 اینچ) عرض تا 3 متر (9.8 فوت) طول و بیش از 25 میلی‌متر (0.98 اینچ) عرض داشته باشد، اما کرم خاکی معمولی Lumbricus terrestris تا حدود 360 میلی‌متر (14 اینچ) طول دارد. احتمالاً طولانی‌ترین کرم بر اساس سوابق تأیید شده، Amynthas mekongianus است که تا 3 متر (10 فوت) در گل و لای در امتداد سواحل 4350 کیلومتری (2700 مایل) رودخانه مکونگ در جنوب شرقی آسیا امتداد می‌یابد.
از جلو به عقب، شکل اصلی کرم خاکی یک لوله استوانه‌ای در یک لوله است که به مجموعه‌ای از بخش‌ها (به نام متامر ) تقسیم می‌شود که بدن را به بخش‌هایی تقسیم می‌کنند. شیارها معمولاً از بیرون روی بدن قابل مشاهده هستند که بخش‌ها را مشخص می‌کنند. منافذ پشتی و نفریدیوپورها مایعی ترشح می‌کنند که سطح کرم را مرطوب و محافظت می‌کند و به آن اجازه تنفس می‌دهد. به جز بخش‌های دهان و مقعد، هر بخش دارای موهای زبری به نام موهای جانبی است که برای محکم کردن قسمت‌هایی از بدن در حین حرکت استفاده می‌شوند. گونه‌ها ممکن است چهار جفت موی روی هر بخش یا بیش از هشت موی جانبی داشته باشند که گاهی اوقات یک دایره کامل از موهای زائد را در هر بخش تشکیل می‌دهند. موهای شکمی ویژه‌ای برای محکم کردن کرم‌های خاکی جفت‌گیری با نفوذ به بدن جفت‌هایشان استفاده می‌شوند.
به طور کلی، در یک گونه، تعداد بندهای یافت شده در بین نمونه‌ها ثابت است و افراد با تعداد بندهایی که در طول زندگی خود خواهند داشت، متولد می‌شوند. بند اول بدن (بند شماره ۱) هم دهان کرم خاکی و هم یک لوب گوشتی به نام پروستومیوم را که بالای دهان قرار دارد، نشان می‌دهد که ورودی را هنگام استراحت کرم مسدود می‌کند، اما همچنین برای حس کردن و درک شیمیایی محیط اطراف کرم استفاده می‌شود. برخی از گونه‌های کرم خاکی حتی می‌توانند از پروستومیوم گیرنده برای گرفتن و کشیدن اقلامی مانند علف‌ها و برگ‌ها به داخل لانه خود استفاده کنند.
کرم خاکی بالغ یک تورم غده‌ای کمربندی شکل به نام کلیتلوم ایجاد می‌کند که چندین بند را به سمت قسمت جلویی بدن جانور می‌پوشاند. این بند بخشی از سیستم تولید مثل است و کپسول‌های تخم تولید می‌کند. بند خلفی معمولاً مانند بقیه بدن استوانه‌ای است، اما بسته به گونه، ممکن است چهارگوش، هشت‌ضلعی، ذوزنقه‌ای یا مسطح نیز باشد. بند آخر، پری‌پروکت نامیده می‌شود ؛ مخرج کرم خاکی، یک شکاف عمودی کوتاه، در این بند یافت می‌شود.
بخشی از کرم خاکی در خلف کلیتلوم شامل تمام ساختارهای سگمنتال
قسمت بیرونی هر بند، یک کوتیکول نازک روی پوست قرار دارد که معمولاً به رنگ قرمز تا قهوه‌ای است و دارای سلول‌های تخصصی است که مخاط را روی کوتیکول ترشح می‌کنند تا بدن را مرطوب نگه دارند و حرکت در خاک را آسان کنند. در زیر پوست، لایه‌ای از بافت عصبی و دو لایه ماهیچه - یک لایه بیرونی نازک از ماهیچه حلقوی و یک لایه داخلی بسیار ضخیم‌تر از ماهیچه طولی - وجود دارد. در داخل لایه ماهیچه، یک محفظه پر از مایع به نام سلوم وجود دارد که با فشار خود، ساختار بدن بدون استخوان کرم را فراهم می‌کند. بندها توسط سپتا (جمع "سپتوم") از یکدیگر جدا می‌شوند که دیواره‌های عرضی سوراخ‌دار هستند و به مایع سلوم اجازه عبور بین بندها را می‌دهند. یک جفت ساختار به نام نفروستوم در پشت هر بند قرار دارد. یک لوله نفروستومی از هر نفروستوم از طریق سپتوم به بند بعدی منتهی می‌شود. این لوله سپس به اندام اصلی فیلترکننده مایعات بدن، نفریدیا یا متانفریدیوم، منتهی می‌شود که ضایعات متابولیک را از مایع سلومیک جدا کرده و آن را از طریق منافذی به نام نفریدیاپور در پهلوهای کرم دفع می‌کند. معمولاً در بیشتر بندها دو نفریدیا (گاهی اوقات بیشتر) یافت می‌شود. در مرکز کرم، دستگاه گوارش قرار دارد که مستقیماً از دهان تا مخرج بدون پیچ خوردگی امتداد دارد و در بالا و پایین توسط رگ‌های خونی (رگ خونی پشتی و رگ خونی شکمی و همچنین یک رگ خونی زیر عصبی) و طناب عصبی شکمی احاطه شده است و در هر بند توسط یک جفت رگ خونی پالیال که رگ‌های خونی پشتی را به رگ‌های خونی زیر عصبی متصل می‌کنند، احاطه شده است.
بسیاری از کرم‌های خاکی می‌توانند در پاسخ به استرس، مایع سلومیک را از طریق منافذ پشت خود به بیرون پرتاب کنند؛ کرم خاکی استرالیایی Didymogaster sylvaticus (که به عنوان "کرم خاکی آب‌پاش آبی" شناخته می‌شود) می‌تواند مایع را تا ارتفاع 30 سانتی‌متر (12 اینچ) به بیرون پرتاب کند.
• سیستم عصبی
سیستم عصبی مرکزی (CNS) از یک مغز دو لوبی ( گانگلیون مغزی یا گانگلیون فوق حلقی)، گانگلیون‌های زیر حلقی، رابط‌های دور حلقی و یک طناب عصبی شکمی تشکیل شده است .
مغز کرم‌های خاکی از یک جفت گانگلیون مغزی گلابی شکل تشکیل شده است. این گانگلیون‌ها در قسمت پشتی لوله گوارش در بخش سوم، در شیاری بین حفره دهانی و حلق قرار دارند .
یک جفت از اتصالات حلقی-گردنی از مغز، حلق را احاطه کرده و سپس به یک جفت از عقده‌های زیر حلقی واقع در زیر حلق در قطعه چهارم متصل می‌شوند. این ترتیب به این معنی است که مغز، عقده‌های زیر حلقی و اتصالات حلقی-گردنی یک حلقه عصبی در اطراف حلق تشکیل می‌دهند.
طناب عصبی شکمی (که توسط سلول‌های عصبی و فیبرهای عصبی تشکیل شده است) از گانگلیون‌های زیر حلقی شروع می‌شود و در زیر کانال گوارشی تا خلفی‌ترین بخش بدن امتداد می‌یابد. طناب عصبی شکمی در هر بخش دارای یک برآمدگی یا گانگلیون است، یعنی یک گانگلیون سگمنتال که از بخش پنجم تا آخرین بخش بدن وجود دارد. همچنین سه آکسون غول‌پیکر ، یک آکسون غول‌پیکر داخلی (MGA) و دو آکسون غول‌پیکر جانبی (LGA) در سمت پشتی میانی طناب عصبی شکمی وجود دارد. MGA قطری معادل 0.07 میلی‌متر دارد و با سرعت 32.2 متر بر ثانیه در جهت قدامی-خلفی انتقال می‌یابد. LGAها کمی باریک‌تر هستند و با قطر 0.05 میلی‌متر در جهت خلفی-قدامی با سرعت 12.6 متر بر ثانیه انتقال می‌یابند. دو LGA در فواصل منظم در امتداد بدن به هم متصل هستند و بنابراین یک آکسون غول‌پیکر در نظر گرفته می‌شوند.
هشت تا ده عصب از عقده‌های مغزی خارج می‌شوند تا پروستوم ، حفره دهانی و حلق را عصب‌دهی کنند .
سه جفت عصب از گانگلیون‌های زیرحلقی خارج می‌شوند و به بخش‌های دوم، سوم و چهارم عصب می‌دهند.
سه جفت عصب از هر گانگلیون سگمنتال امتداد می‌یابند تا ساختارهای مختلف آن سگمنتال را عصب‌دهی کنند.
سیستم عصبی سمپاتیک از شبکه‌های عصبی در اپیدرم و لوله گوارش تشکیل شده است. (شبکه عصبی، شبکه‌ای از سلول‌های عصبی متصل به هم است.) اعصابی که در امتداد دیواره بدن امتداد دارند، بین لایه‌های عضلانی دایره‌ای بیرونی و طولی داخلی دیواره عبور می‌کنند. آنها شاخه‌هایی را منشعب می‌کنند که شبکه بین عضلانی و شبکه زیر اپیدرمی را تشکیل می‌دهند. این اعصاب با رابط کریکوفارنژیال متصل می‌شوند.
لمس کرم خاکی، که باعث ایجاد واکنش «فشار» و همچنین (اغلب) واکنشی به خاصیت دهیدراتاسیون نمک روی پوست انسان (سمی برای کرم‌های خاکی) می‌شود، شبکه عصبی زیر اپیدرمی را که به شبکه بین عضلانی متصل است تحریک می‌کند و باعث انقباض عضلات طولی می‌شود. این امر باعث حرکات پیچشی مشاهده شده هنگام برداشتن کرم خاکی توسط انسان می‌شود. این رفتار یک رفلکس است و نیازی به سیستم عصبی مرکزی ندارد؛ حتی اگر طناب عصبی برداشته شود نیز رخ می‌دهد. هر بند از کرم خاکی شبکه عصبی مخصوص به خود را دارد. شبکه یک بند مستقیماً به شبکه بندهای مجاور متصل نیست. طناب عصبی برای اتصال سیستم‌های عصبی بندها مورد نیاز است. 
آکسون‌های غول‌پیکر سریع‌ترین سیگنال‌ها را در امتداد طناب عصبی حمل می‌کنند. این‌ها سیگنال‌های اضطراری هستند که رفتارهای فرار رفلکسی را آغاز می‌کنند. آکسون غول‌پیکر پشتی بزرگ‌تر، سریع‌ترین سیگنال‌ها را از عقب به جلوی حیوان هدایت می‌کند. اگر قسمت عقب کرم لمس شود، سیگنالی به سرعت به جلو ارسال می‌شود و باعث انقباض عضلات طولی در هر بند می‌شود. این باعث می‌شود که کرم در تلاش برای فرار از یک شکارچی یا تهدید بالقوه دیگر، خیلی سریع کوتاه شود. دو آکسون غول‌پیکر میانی به یکدیگر متصل می‌شوند و سیگنال‌هایی را از جلو به عقب ارسال می‌کنند. تحریک این‌ها باعث می‌شود که کرم خاکی خیلی سریع عقب‌نشینی کند (شاید برای فرار از یک پرنده به داخل لانه خود منقبض شود).
وجود سیستم عصبی برای اینکه یک حیوان بتواند درد یا درد را تجربه کند، ضروری است . با این حال، سایر ظرفیت‌های فیزیولوژیکی نیز مانند حساسیت به مواد افیونی و تعدیل مرکزی پاسخ‌ها توسط مسکن‌ها مورد نیاز است. مواد انکفالین و α-اندورفین مانند در کرم‌های خاکی یافت شده‌اند. تزریق نالوکسان (یک آنتاگونیست مواد افیونی) پاسخ‌های فرار کرم‌های خاکی را مهار می‌کند. این نشان می‌دهد که مواد افیونی در تعدیل حسی نقش دارند، مشابه آنچه در بسیاری از مهره‌داران یافت می‌شود.

## پرورش
کرم خاکی را برای موارد زیر پرورش می‌دهند:
1. تولید کود آلی.
2. اصلاح ساختار و بهبود حاصل‌خیزی خاک.
3. جلوگیری از آلودگی منابع پایه.
4. حفظ محیط زیست.
5. تولید محصول سالم.
6. افزایش و پایداری تولید محصولات کشاورزی.
7. تولید مکمل غذایی جهت خوراک دام و آبزیان.
8. استفادهٔ بهینه از زباله‌های حیوانی و تبدیل آن‌ها به کود آلی.
9. استفادهٔ بهینه از زباله‌های خانگی و تبدیل آن‌ها به کود آلی.